# WWE洲際冠軍
WWE洲際冠軍（英語：WWE Intercontinental Championship），是隸屬於世界摔角娛樂的一冠軍項目。WWE洲際冠軍在1975年成立於世界摔角娛樂的前身，也就是當時的世界摔角聯盟（WWF）。WWE洲際冠軍是次要冠軍項目，通常在中等的場和或節目時段中都會有冠軍賽，有時亦會在付費收看節目舉行冠軍賽。特別的是，柯爾提斯·艾克賽爾與他的父親柯爾提·漢尼格是世界摔角娛樂的歷史上，第一對都獲得過WWE洲際冠軍的父子檔。1999年7月，已故女選手 Chyna成為唯一一位女子贏下男子冠軍腰帶。

## 詞源
“洲際”這個詞指的是橫跨多個大洲，在這種情況下，原本有兩個洲：北美洲和南美洲。
1985年，WWE洲際冠軍腰帶改變了樣式：中央板的設計將地圖移動至大西洋中央，而除了原有的北美洲和南美洲外，還增加了歐洲和西部非洲。
1989年4月10日，WWE洲際冠軍首次在北美洲以外舉行冠軍賽，是由終極戰士和瑞克·路德在義大利米蘭舉行。1991年3月30日，WWE洲際冠軍在首次在亞洲舉行冠軍賽，是由完美先生和德州龍捲風在日本東京的超及世界體育舉行。而WWE洲際冠軍冠軍賽則是在1997年4月6日首次來到了非洲，是由巨石強森和薩維奧·維加在南非德爾班舉行。而在2005年4月7日，WWE洲際冠軍首次在大洋洲舉行冠軍賽，是由希爾頓·班哲明和金·史尼斯基在澳洲布里斯本舉行。
從1997年開始，歐洲專門由WWE歐洲冠軍代表，直到2002年與WWE洲際冠軍合併。
而如果摔角手同時擁有WWE洲際冠軍和WWE歐洲冠軍，則會被稱為WWE歐洲大陸冠軍。

## 記錄

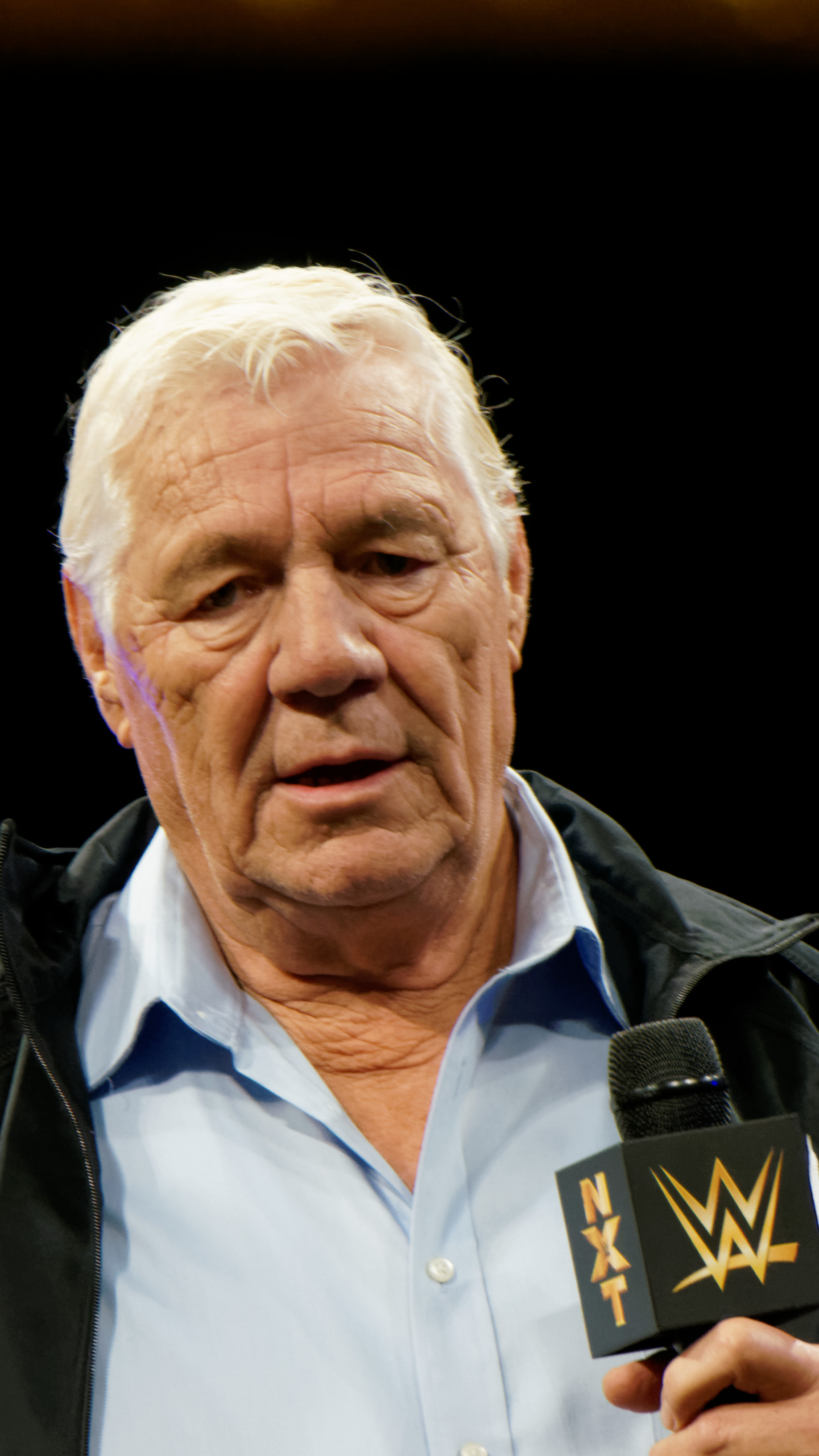
首任WWE洲際冠軍派特·派特森

WWE洲際冠軍的首任冠軍，是1979年獲勝的派特·派特森，而曾有72位選手成為WWE洲際冠軍。WWE洲際冠軍的最長連任時間保持人是羅伊·韋恩·法里斯，其記錄從1987年6月2日到1988年8月29日，共計454天。WWE洲際冠軍總計連任最長時間的保持人是裴卓·莫蕊爾，共計619天。WWE洲際冠軍的最短連任時間保持人是迪恩·道格拉斯，其記錄為10分鐘。WWE洲際冠軍的最年長冠軍王者是56歲的瑞克·福萊爾，最年輕冠軍王者是23歲的傑夫·哈迪。WWE洲際冠軍的最多勝利次數保持人是克里斯·傑利可，其記錄為9次。

## 外部連結
- WWE洲際冠軍歷史（页面存档备份，存于）（英文）